# Georgeta Damian
Georgeta Damian-Andrunache (ur. 14 kwietnia 1976 w Botoșani) – rumuńska wioślarka, wielokrotna medalistka olimpijska.
Pierwsze medale olimpijskie - oba złote - zdobyła w Sydney jako członkini ósemki oraz w dwójce bez sternika (z Doiną Ignat). Wkrótce po olimpiadzie zaczęła pływać w dwójce wspólnie z Vioricą Susanu. Wywalczyły dwa złote medale olimpijskie (w Atenach i Pekinie), obie wchodziły w skład ósemki, która w 2004 zajęła pierwsze, a w 2008 trzecie miejsce. Stawała na podium mistrzostw świata (m.in. złoto w dwójce w 2001 i 2002 oraz w ósemce w 1997, 1998 i 1999).

## Osiągnięcia
- Mistrzostwa Świata Juniorów – Banyoles 1991 – czwórka bez sternika – 3. miejsce[2].
- Mistrzostwa Świata Juniorów – Banyoles 1991 – ósemka – 6. miejsce[2].
- Mistrzostwa Świata Juniorów – Montreal 1992 – czwórka bez sternika – 3. miejsce[2].
- Mistrzostwa Świata Juniorów – Årungen 1993 – dwójka bez sternika – 2. miejsce[2].
- Mistrzostwa Świata Juniorów – Årungen 1993 – ósemka – 2. miejsce[2].
- Mistrzostwa Świata Juniorów – Monachium 1994 – czwórka bez sternika – 1. miejsce[2].
- Mistrzostwa Świata Juniorów – Monachium 1994 – ósemka – 2. miejsce[2].
- Mistrzostwa Świata – Aiguebelette-le-Lac 1997 – dwójka bez sternika – 2. miejsce[2].
- Mistrzostwa Świata – Aiguebelette-le-Lac 1997 – ósemka – 1. miejsce[2].
- Mistrzostwa Świata – Kolonia 1998 – dwójka bez sternika – 4. miejsce[2].
- Mistrzostwa Świata – Kolonia 1998 – ósemka – 1. miejsce[2].
- Mistrzostwa Świata – St. Catharines 1999 – dwójka bez sternika – 6. miejsce[2].
- Mistrzostwa Świata – St. Catharines 1999 – ósemka – 1. miejsce[2].
- Igrzyska Olimpijskie – Sydney 2000 – dwójka bez sternika – 1. miejsce[2].
- Igrzyska Olimpijskie – Sydney 2000 – ósemka – 1. miejsce[2].
- Mistrzostwa Świata – Lucerna 2001 – dwójka bez sternika – 1. miejsce[2].
- Mistrzostwa Świata – Lucerna 2001 – ósemka – 2. miejsce[2].
- Mistrzostwa Świata – Sewilla 2002 – dwójka bez sternika – 1. miejsce[2].
- Mistrzostwa Świata – Sewilla 2002 – ósemka – 4. miejsce[2].
- Mistrzostwa Świata – Mediolan 2003 – dwójka bez sternika – 3. miejsce[2].
- Mistrzostwa Świata – Mediolan 2003 – ósemka – 2. miejsce[2].
- Igrzyska Olimpijskie – Ateny 2004 – dwójka bez sternika – 1. miejsce[2].
- Igrzyska Olimpijskie – Ateny 2004 – ósemka – 3. miejsce[2].
- Mistrzostwa Świata – Monachium 2007 – ósemka – 1. miejsce[2].
- Mistrzostwa Świata – Monachium 2007 – dwójka bez sternika – 1. miejsce[2].
- Mistrzostwa Europy – Poznań 2007 – ósemka – 1. miejsce[2].
- Igrzyska Olimpijskie – Pekin 2008 – dwójka bez sternika – 1. miejsce[2].
- Igrzyska Olimpijskie – Pekin 2008 – ósemka – 3. miejsce[2].
- Mistrzostwa Europy – Ateny 2008 – dwójka bez sternika – 1. miejsce[2].